# Droit et développement
 (mai 2024).
Le mouvement droit et développement, en anglais law and development studies, est une école de pensée intimement liée aux politiques d’aide au développement  menées par les ex-métropoles coloniales, qui encouragent les transplantations juridiques et les réformes législatives.